# Harry Munter
Harry Munter är en svensk film från 1969, regisserad av Kjell Grede med bland annat Jan Nielsen, Carl-Gustaf Lindstedt, Elina Salo och Gun Jönsson i rollerna.

## Handling
Harry Munter är drömmare och människovän, en känslig och tekniskt begåvad pojke på väg ut ur barndomen. Harry vill hjälpa alla människor. Han svävar som en främmande fågel över förortstristessen och vet inte riktigt vems parti han skall ta och vilka människor som behöver mest hjälp.

## Om filmen
Carl-Gustaf Lindstedt nominerades för Guldbagge för bästa manliga huvudroll. Regissören Kjell Grede nominerades till Guldpalmen vid Filmfestivalen i Cannes.
Filmen hade premiär den 20 december 1969 på biograf Grand i Stockholm. Den har visats vid ett flertal tillfällen på SVT, bland annat i februari 2019, och Kanal 5.

## Rollista
- Georg Adelly – Manne
- Märta Allan-Johnson – mormor
- Gerda Calander – Kristina Birgitta Eleonor
- Inga Dahlbeck – flicka #1
- Britt Marie Engström – Harrys flickvän
- Gun Jönsson – Gudrun, modern
- Carl-Gustaf Lindstedt – Valle, fadern
- Marie-Louise Mark – flicka vid järnvägsspåret
- Jan Nielsen – Harry Munter
- Elina Salo – ensam kvinna
- Al Simon – Mr. Burne
- Palle Westerlund – Grim